# Batalla de Kasr al-Kabir
La batalla de Kasr al-Kabir o Alcazarquivir, o batalla dels Tres Reis perquè hi van morir el rei de Portugal i els dos sultans que disputaven el tron del Marroc va ser una batalla que va tenir lloc el 4 d'agost de 1578, i va enfrontar a les forces Regne de Portugal i les dels pretendents al tron de la Dinastia sadita. Els àrabs la coneixen també com batalla del Wadi l-Makhazin per haver-se lliurat a la vora d'aquest riu.

## Antecedents

Retrat de Sebastià I de Portugal

Sebastià I de Portugal era fill del príncep Joan de Portugal i Joana d'Àustria i va succeir al seu avi Joan III de Portugal a 1557, quan tenia tres anys. La regència va quedar a càrrec de la reina vídua, la senyora Catalina, fins a 1562, i després el regent va ser el seu oncle, el cardenal senyor Enrique, fins que el 1568 va ser declarat major d'edat.
Feble i malaltís, Sebastià va ser influït des de petit pels seus educadors jesuïtes, que li va imbuir un fervent esperit de les Croades i un gran fanatisme religiós. Va forjar el projecte de conquerir el nord d'Àfrica i aquesta idea va esdevenir gairebé la seva única obsessió.
Abu Abdallah Mohammed II Saadi, el legítim hereu del tron de la Dinastia sadita, va ser deposat pel seu oncle Abu Marwan Abd al-Malik I Saadi el 1576, amb el suport de l'Imperi Otomà, però va recuperar el poder el 1577 per tornar-lo a perdre el 1578.
Les Corts portugueses van demanar diverses vegades a Sebastià anar al Magreb per aturar l'avanç de la presència militar otomana, que podia ser una amenaça a la seguretat de les costes portugueses i el comerç amb Guinea, Brasil i les Illes Atlàntiques, però no fou fins que Abu Abdallah va anar a Tànger a demanar ajuda que Sebastià va decidir muntar un esforç militar tot i múltiples consells contraris a embarcar-se en aquesta empresa després de la derrota espanyola a la batalla de Gerba, entre ells els del gran poeta i militar Francisco de Aldana, a qui havia posat com a assessor seu oncle Felip II de Castella, després assegurar-se el 1576 el suport espanyol, econòmic i nombroses tropes, genets i carruatges.
El rei va desembarcar a Arcila, on descansar uns dies i va ordenar els seus disset mil soldats, i es va dirigir cap a Kasr al-Kabir, plaça en el camí de Fes.

## Ordre de batalla

### L'exèrcit portuguès
Sebastià I de Portugal va gastar gran part del tresor portuguès per finançar l'exèrcit invasor, compost per 500 vaixells i dos mil genets i dinou mil infants, entre ells 3.000 mercenaris de Flandes i Alemanya, i 300 italians contractats inicialment per una invasió d'Irlanda, sota la direcció de l'anglès Thomas Stukley per deposar Elisabet I d'Anglaterra, 36 peces d'artilleria, i milers d'auxiliars. Tres mil infants es van quedar per atendre l'estol, i dos mil els va enviar a Al-Djadida, de manera que van anar a la batalla vint-i-sis mil homes. El rei va creure que la seva infanteria podria derrotar la cavalleria marroquina i la va disposar en profundes falanges, disposant la cavalleria en els flancs i l'artilleria al front.

### L'exèrcit saadí
Abu Marwan Abd al-Malik I Saadi disposava de quinze mil arcabussers, cinc mil escollits, dos mil arcabussers a cavall, i quaranta-dos mil genets amb llança. Abu Marwan va disposar les seves tropes en línies d'arcabussers amb suport de cavalleria als flancs i la rereguarda.

## Batalla
El 4 d'agost de 1578 va tenir finalment lloc, a la vora del Wadi l-Makhazin (riu de la Podridura). L'atac el van iniciar els arcabussers a cavall saadi, que van superar l'artilleria portuguesa, mentre que la infanteria portuguesa va aguantar l'atac dels infants magrebins.
El segon atac de la cavalleria magrebina va derrotar la cavalleria portuguesa en ambdós flancs, però l'atac es va aturar i la infanteria portuguesa va avançar, deixant un espai al flanc dret que fou aprofitat pels arcabussers magrebins, que van separar el flanc dret portuguès de la seva rereguarda, destruint l'exèrcit invasor. morint no només Sebastià I de Portugal, sinó molts dels seus familiars, la flor i nata de la noblesa portuguesa, el seu aliat Abu Abdallah Mohammed II Saadi i el seu adversari, el sultà Abd-al-Màlik al-Ghazi, i Francisco de Aldana.

## Conseqüències
La mort de Sebastià I de Portugal va deixar el país portuguès immers en un gran desconcert, en fallida i amb un buit polític que el seu successor, el seu oncle el cardenal senyor Enrique, va intentar omplir sense aconseguir-ho, amb el qual va passar la crisi dinàstica que va solucionar Felip II de Castella en ocupar el país com a nou rei de Portugal, creant-se així novament la Unió Ibèrica en la història, després dels romans i visigots. Les tropes d'aquesta unió serien dirigides per Fernando Álvarez de Toledo y Pimentel, el Duc d'Alba.
El mateix dia Àhmad al-Mansur fou proclamat sultà i va agafar el laqab d'Al-Mansur ("el Victoriós") i fou jurat al tornar a Fes el 15 d'agost de 1578. Un renegat cordovès, Sulayman del Pozo, va ocultar la mort d'Abu Marwan Abd al-Malik I Saadi i no es va difondre la notícia de la defunció del sultà fins a acabar la guerra, per no desmoralitzar les tropes, la mort de tres reis en un mateix camp de batalla va causar gran sorpresa en l'època. Quan va arribar la notícia de la derrota militar a Portugal, el poble sencer es va vestir de dol, perquè tota família tenia algun membre seu a l'exèrcit aniquilat.
La desaparició del rei va motivar la creació d'un mite al voltant del rei, l'anomenat Sebastiano, al voltant de les profecies d'un tal Bandarra, sorgint en diverses èpoques personatges que es feien passar pel senyor Sebastià. Una de les més curioses va ser la protagonitzada per un pastisser de Madrigal, que va donar tema a la peça dramàtica de José Zorrilla.
El fracàs de la croada portuguesa va calmar les rivalitats polítiques internes, i la monarquia marroquina va endegar la vassallització del Sàhara i el Sahel, i a considerar l'enviament d'una expedició a la frontera dels Songhai per fer-los vassalls del regne i obtenir el control sobre el comerç de sal, el tresor Songhai i aprofitar el flux del comerç d'esclaus per als cultius de canya de sucre.

## Importància d'aquest esdeveniment per a la comunitat jueva
Els descendents dels jueus expulsats de Portugal van veure en aquesta derrota un càstig diví contra la dinastia reial portuguesa, per això l'extinció del seu últim descendent va esdevenir en el mateix lloc on es va refugiar la major part dels jueus expulsats del regne portuguès i, per això, els seus presoners van ser venuts com esclaus precisament en els llocs de residència dels jueus de Fes.
La comunitat jueva de Fes, Tetuan, Tànger i altres ciutats del nord del Marroc va commemorar aquell dia de salvació, el segon dia de Rosh jodesh d'Elul, designant-lo el dia de Purim (anomenat Purim Sebastiano, tot i que altres en diuen Purim de Cristians o Purim dels Cristians) per a ells i els seus descendents, ja que, segons la tradició, el senyor Sebastià havia promès que si vencia, passaria a ganivet a tot jueu que no acceptés la conversió. Se celebrava anualment i en ell es tancaven els negocis, no es treballava i es donava caritat als pobres per recordar les meravelles de Déu. En el temple de la Tefilá pintada o de Kalilia de Tetuan solien llençar monedes a terra després de la lectura del Séfer Torà, perquè els nens les recollissin i s'alegressin, a més es donaven regals als nens i es feia un menjar; alguns solien menjar figues de moro al migdia perquè, segons la llegenda, Sebastià hauria mort en una figuera de moro. També se solia llegir la Meguilá dels Reis en hebreu, en la qual es narra la història del miracle i es lloa Déu per La seva gran mercè; també se solia narrar en jueu-espanyol el relat de la miraculosa salvació a la sinagoga. Cada any, el dia primer d'Elul, es llegeix a les sinagogues de Tànger i d'altres ciutats de la zona espanyola la meguilá o relació del grandiós miracle succeït als israelites el dia d'Elul de l'any 5388 de l'era judaica.